# Journey of the Sorcerer
Journey of the Sorcerer ist ein Stück des vierten Eagles-Albums, One of These Nights, aus dem Jahre 1975. Es wurde später durch die Verwendung als Titelmusik für die von der BBC produzierte, englische Radio-Hörspielserie Per Anhalter durch die Galaxis von Douglas Adams aus den Jahren 1978 und 1979 bekannt. Adams wünschte sich für die Titelmusik etwas, das zum einen Science-Fiction repräsentierte, zum anderen aber auch an einen Anhalter erinnerte. Er entschied sich schließlich für Journey of the Sorcerer. Das Stück wurde ebenfalls bei allen weiteren Umsetzungen des Romans verwendet, darunter in der Fernsehserie Per Anhalter durch die Galaxis von 1981. Zuletzt wurde es für den gleichnamigen Spielfilm im Jahr 2005 von Joby Talbot neu arrangiert und aufgenommen.